# Исаев, Василий Яковлевич
Василий Яковлевич Исаев  (13 августа 1917, Олонецкая губерния — 14 октября 2008, Москва) — советский государственный деятель, председатель Ленинградского горисполкома (1962—1966), первый заместитель председателя Госплана СССР (1966—1984).

## Биография
Родился 13 августа 1917 года в деревне Якушево Пудожского уезда Олонецкой губернии (ныне Пудожского района Республики Карелия).
В 14-летнем возрасте уехал в Ленинград, где окончил строительный техникум. После этого отправился в Хабаровск, где трудился в «Дальвоенстрое», участвуя в строительстве военных и жилых объектов.
В предвоенные годы вернулся в Ленинград, принимал участие в строительстве Ижорского завода и авиационного завода в Ленинградской области. В 1939 году вступил в ВКП(б).
В годы Великой Отечественной войны вместе с коллективом авиазавода эвакуирован в Нижний Тагил (Свердловская область). В 1942—1949 годах находился на партийной работе в Свердловской области, был парторгом треста «Тагилстрой». Занимался реконструкцией «Уралвагонзавода», производившего танки Т-34, и строительством прокатного стана металлургического завода, который обеспечивал производство танков.
В 1949 году вернулся в Ленинград. Возобновил свою карьеру с должности прораба, затем возглавил трест «Ленпромстрой». В 1955 году стал первым начальником только что образованного Главленинградстроя. В 1960 году окончил заочно Ленинградский инженерно-строительный институт.
В 1961—1962 годах — первый заместитель председателя исполкома Ленинградского городского Совета депутатов трудящихся.
С июля 1962 по 13 августа 1966 года — председатель исполкома Ленингорсовета. В период, когда В. Я. Исаев возглавлял исполнительную власть города, вступила в строй Московско-Петроградская линия ленинградского метрополитена, началось сооружение Невско-Василеостровской линии; построен новый телецентр, появились новые набережные, немало общественных зданий, построенных по специальным проектам. В эти же годы установлены побратимские отношения с Турку, Манчестером, Гамбургом, Дрезденом, Миланом и др. Побывав за границей, В. Я. Исаев решил позаимствовать некоторые приёмы украшения городской среды: так появилась подсветка Петропавловской крепости и ключевых зданий центра города.
В 1966 году переехал в Москву, где занял пост первого заместителя председателя Госплана СССР (в ранге министра), на котором он ведал капитальным строительством в масштабах всего СССР.
Член ЦК КПСС в 1981—1986 годах (кандидат в члены ЦК в 1966—1981 годах), делегат 6 съездов КПСС. Депутат Верховного Совета СССР 6—10 созывов.
С 1984 года на пенсии. Умер в Москве 14 октября 2008 года на 92-м году жизни. Похоронен на Троекуровском кладбище.

## Награды
- два ордена Ленина
- орден Октябрьской Революции
- два ордена Трудового Красного Знамени
- орден «Знак Почёта»

## Семья
Во время работы в Хабаровске встретил свою жену — Киру Николаевну Амброзио (дочь царского офицера-дворянина с итальянскими корнями), которая так же, как и Василий Яковлевич, приехала на Дальний Восток, окончив в родном городе Ленинграде педагогический техникум. У них было двоих детей (дочь и сын).